# Gevaar op Groenland
Gevaar op Groenland (Frans: Canon Bleu ne répond plus) is het zesde album uit de Franco-Belgische strip Tanguy en Laverdure van Jean-Michel Charlier (scenario) en Albert Uderzo (tekening).
Het verhaal verscheen in voorpublicatie in het Franse stripblad Pilote van 23 januari 1964 (nummer 222) tot en met 19 november 1964 (nummer 265). In 1966 werd het verhaal in albumvorm uitgegeven bij Dargaud/Lombard. In het Nederlands verscheen het verhaal in het stripblad Pep van nummer 24 in 1968 tot nummer 46 in 1968. In 1970 werd het album in het Nederlands uitgegeven door Lombard.
Het is het eerste deel in een tweeluik dat zijn vervolg krijgt in Geheime basis.  

## Het verhaal
Net als in het vorige verhaal worden Tanguy en Laverdure op pad gestuurd om de Mirage III te verkopen. Na Israël is nu Canada kandidaat. Om te laten zien dat de toestellen ook goed gedijen bij koude temperaturen worden ze getest op Groenland. De geheime Mirage III E, die 25 miljoen Frank kost, zit vol nieuwe elektronische apparatuur die niet in vijandelijke handen mag vallen. Ze vliegen eerst naar Engeland, Schotland en het Keflavík op IJsland en daarna naar Thule in het noorden van Groenland. Omdat de afstand tussen Keflavík en Thule te groot is moet er tijdens de vlucht bijgetankt worden in de lucht, een waar huzarenstuk. Er zijn echter al kapers op de kust die de bevallige Gina Leopardi ingeschakeld hebben om Laverdure te verleiden. Ernest denkt dat ze verloofd zijn en via haar kompaan, waarvan Gina zegt dat het haar broer is, belooft hij via een geheime radiofrequentie contact te houden met haar tijdens de vlucht zodat zij gerust is. In Keflavík worden ze al tegengewerkt door Svenson die een bompakket meestuurt op de jet die hen normaal moet bijtanken. In volle vlucht ontploft het vliegtuig waardoor Tanguy, Laverdure, Mingot en Leroux, die hen ook al naar Israël vergezelden, in de problemen komen en moeten landen in Christianshavn waar een kleine basis is. Laverdure wordt daar onder de vleugels genomen van Laplanche. Hij krijgt een sjaal van Laplanche en net voor ze willen verder vliegen naar Thule heeft Laplanche zogezegd radiocontact met Gina waardoor Laverdure haar wil spreken. Hij wordt overmeesterd en iemand neemt zijn plaats in. Door de sjaal wordt hij niet herkend en omdat hij als laatste vliegt in het mistige weer kan hij ongemerkt verdwijnen. Als de anderen merken dat Laverdure er niet meer is is de Mirage al een heel stuk verder. Er wordt gevreesd dat Laverdure neergestort is. Laplanche vertelt het dubbelspel van Gina aan Laverdure en zegt dat hij hem zal vermoorden, maar er zijn problemen met de Mirage waardoor ze Laverdure nog nodig hebben en hij uitstel van executie krijgt. Hij laat zijn horloge achter op de basis in Christianshavn in de hoop dat iemand deze vindt en de link legt dat hij niet neergestort is. 

### Trivia
In Thule ontmoet Tanguy Buck Danny, Jerry Tumbler en Sonny Tuckson, zij het in een bescheiden rol. 